# Ивановский (Новокиевское сельское поселение)
Ивановский — упразднённый хутор в Новоаннинском районе Волгоградской области  России. Входил в состав Новокиевского сельского поселения.  Упразднён в 2013 году.

## История
Постановлением Волгоградской областной Думы от 14.02.2013 N 81/3514 «Об исключении из учётных данных отдельных населенных пунктов Новоаннинского района Волгоградской области» исключены из учётных данных хутора Ивановский и Красавский.

## География
Расположен в северо-западной части области, в лесостепи, в пределах Хопёрско-Бузулукской равнины, являющейся южным окончанием Окско-Донской низменности.
Абсолютная высота 121 метр над уровнем моря .

## Население
| 2002 | 2010 |
| ---- | ---- |
| 27   | ↘2   |

Гендерный состав
По данным Всероссийской переписи населения 2010 года в гендерной структуре населения из 2 жителей мужчин и женщин — по 1 человеку (50 каждая когорта).
Национальный состав
Согласно результатам переписи 2002 года, в национальной структуре населения
русские составляли 96 % из общей численности населения в 27 человек

## Инфраструктура
Было развито сельское хозяйство, личное подсобное хозяйство.

## Транспорт
Просёлочные дороги.